# Exit (film, 2018)
Pour les articles homonymes, voir Exit.
Pour plus de détails, voir Fiche technique et Distribution.
Exit (Cutterhead) est un film danois réalisé par Rasmus Kloster Bro, sorti en 2018.
Il remporte l'Octopus d'Or et le prix du public au Festival Européen du Film Fantastique de Strasbourg

## Fiche technique
- Titre original : Cutterhead
- Titre français : Exit
- Réalisation : Rasmus Kloster Bro
- Scénario :Mikkel Bak Sørensen & Rasmus Kloster Bro
- Photographie : Martin Munch
- Montage : Jakob Juul Toldam
- Musique : Sos Gunver Ryberg
- Production : Amalie Lyngbo Quist
- Sociétés de production : Beo Starling, New Danish Screen
- Pays de production :  Danemark
- Langue originale : danois
- Genre : thriller
- Durée : 84 minutes
- Dates de sortie :
  - Suisse : 8 juillet 2018 (Festival international du film fantastique de Neuchâtel)
  - France :  18 septembre 2018 (Festival européen du film fantastique de Strasbourg)
  - Danemark : 21 mars 2019

## Distribution
- Christine Sønderris : Rie
- Krešimir Mikić : Ivo
- Samson Semere : Bharan